# راؤول غارسيا (لاعب كرة قدم مواليد 1959)
راؤول غارسيا (بالإسبانية: Raúl García)‏ هو لاعب كرة قدم بيروفي، ولد في 21 سبتمبر 1959. لعب مع نادي يونيفرسيتاريو.

## وصلات خارجية
- راؤول غارسيا (لاعب كرة قدم مواليد 1959) على موقع ناشيونال فوتبول تيمز (الإنجليزية)
- راؤول غارسيا (لاعب كرة قدم مواليد 1959) على موقع عالم كرة القدم.نت (الإنجليزية)